# Широухов, Валерий Фёдорович
Валерий Фёдорович Широухов (род. 26 февраля 1940) — советский хоккеист, нападающий.

## Биография
Воспитанник электростальского «Металлурга», играл за команду в сезонах 1959/60 — 1960/61. Следующие шесть сезонов провёл в команде «Электросталь» / «Кристалл», первые три сезона отыграл в классе «А».